# Hygrochroma nondina
Hygrochroma nondina är en fjärilsart som beskrevs av Druce 1892. Hygrochroma nondina ingår i släktet Hygrochroma och familjen mätare. Inga underarter finns listade i Catalogue of Life.